# Flughafen Nyala

i7
i11
i13
Der Flughafen Nyala (englisch Nyala Airport) ist ein Verkehrsflughafen der Stadt Nyala in Sudan.

## Geschichte
Seit 2004 versorgen das WFP und USAID über den Flughafen die um die Stadt Nyala liegenden Flüchtlingslager des Darfurkonfliktes mit Nahrungsmitteln. Angeflogen wurde er unter anderem von der sudanesischen Marsland Aviation.